# Victor Pirson
Victor François Perpète Pirson est un militaire, diplomate et homme politique belge. Il est né le 28 avril 1809 à Dinant et il est décédé le 13 décembre 1867 à Bruxelles.  

## Biographie
Victor Pirson a commencé par une carrière militaire. Après la révolution belge de 1830, il passe au service de la Belgique avec le grade de lieutenant. Ensuite, il a gravi les différents échelons de la hiérarchie jusqu'au grade de colonel. Il démissionne en 1848 afin de pouvoir exercer la fonction de gouverneur de la province de Namur. Durant sa carrière militaire, il a également accompli des missions de diplomate à Constantinople, à New York et au Texas entre 1840 et 1841.
A la Chambre, il représente des opinions libérales.
Il reçut plusieurs distinctions honorifiques. Ainsi, il fut chevalier de l'Ordre de Léopold et reçut des distinctions de divers ordres étrangers.

## Fonctions politiques
- Membre de la Chambre des représentants de 1843 à 1848, ainsi que de 1859 à 1864.
- Gouverneur de la province de Namur, du 1er septembre 1848 au 18 août 1851.
- Directeur de la Banque de Belgique de décembre 1851 à novembre 1863